# Système éducatif à Maurice
 (avril 2008).
Si vous disposez d'ouvrages ou d'articles de référence ou si vous connaissez des sites web de qualité traitant du thème abordé ici, merci de compléter l'article en donnant les références utiles à sa vérifiabilité et en les liant à la section « Notes et références ».

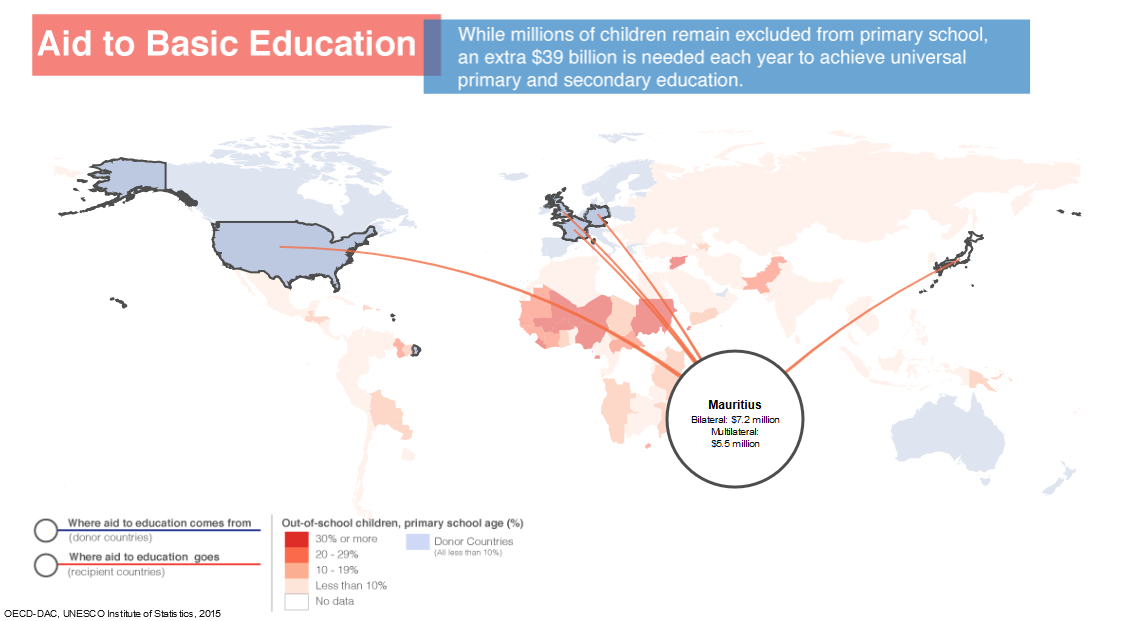
Schéma de l'aide apportée à Maurice en 2015.

Le système éducatif mauricien est en grande partie inspiré du système éducatif britannique, ce qui s'explique par le fait que Maurice est une ancienne colonie britannique. 

## Histoire
Après l'indépendance en 1968, l'éducation devient l'une des priorités de l'État mauricien avec pour objectif une augmentation en termes d'alphabétisation et un accès aux études supérieures. Les moyens utilisés sont de rendre l'école primaire et secondaire obligatoire et gratuite avec la distribution gratuite de manuels scolaires. L'Université de Maurice étend son offre de formation chaque année. 
L'éducation gratuite est instaurée depuis 1976-1977 pour les études du cycle secondaire et depuis 1988 pour les études supérieures. L'État s'est toujours évertué à investir dans l'Éducation Nationale, n'hésitant pas à dépasser les budgets parfois serrés et à subventionner les établissements confessionnels, principalement contrôlés par l'Église Catholique. Cependant, les écoles maternelles et les crèches sont toujours privées et payantes.

## Contexte
Maurice a une population d'environ 1,2 million d'habitants dont la plupart sont d'origine indienne. Les créoles qui ont des origines diverses ; mais qui ont en commun des racines africaines forment le deuxième segment de la population. D'autres minorités sont issues de migrants chinois ou de colons français.
L'impact de la colonisation anglaise se fait encore sentir dans le sens que les enseignements se font en anglais. Situation ubuesque car la langue maternelle de 99 % des Mauriciens est le créole et que les médias sont plutôt francophones. Toutefois,il faut préciser que les Mauriciens accordent une grande importance aux langues orientales telles que l'hindi, l'ourdou, le marathi, le mandarin, le Telugu et l'arabe. Elles sont les langues de leurs ancêtres et sont chargées d'une symbolique identitaire forte. Elles ont fait l'objet de  nombreuses controverses et sont maintenant obligatoires dans le cursus de chaque Mauricien.

## Cycle Primaire
L'enfant est inscrit à l'école primaire vers 6 ans où il entre en Standard I,équivalent du CP en système français qui existe aussi sur l'ile. De là, il sera promu automatiquement chaque année jusqu'en Standard IV où commence un début de sélection. Ce système est très élitiste car pendant deux ans il va se préparer à passer le redoutable PSAC. Le PSAC pour Primary School Achievement Certificate est l'équivalent du certificat d'études primaires. C'est un Examen National Classant mené dans toutes les écoles de l'île et conditionne l'accès au cycle secondaire. Les candidats sont aujourd'hui départagés selon un système de notation graduée (A+, A, B, C, D, E, F-échec). 5 matières sont obligatoirement prises en compte pour l'attribution de la note : l'Anglais, le Français, les Mathématiques, les Sciences et l'Histoire-géo. La langue créole et la langue orientale influent, désormais, sur la note aussi.
Cet examen a été vécu comme un traumatisme par une génération d'élèves et de parents. Il était un véritable goulot d'étranglement entre le primaire et le secondaire quand les élèves étaient classés en ordre de mérite. Par exemple, des 25 629 candidats ayant pris part à l'épreuve en 1996, 16 737 réussirent dans toutes les matières.(Chiffres du Ministère de l'Education Nationale, 1998)
De ces derniers, seulement 8 000 purent être admis dans un lycée-collège qu'il soit public ou privé. 3 000 purent trouver leur voie dans des écoles techniques et pré-professionnelles. Plus de 14 000 garçons et filles furent « laissés sur le carreau », sans aucun moyen de sortie et complètement "hors système". Il va sans dire que leur avenir était grandement compromis.
Dans l'ensemble, cet examen sélectionnait de manière impitoyable sur tout le territoire ceux qui auraient la chance d'accéder à des études supérieures. Avec presque 70 % d'une classe d'âge ne pouvant accéder à l'enseignement secondaire, le PSAC a clairement montré son iniquité et son manque de pertinence avec l'île Maurice d'aujourd'hui. Des réformes ont été entreprises pour pallier ses effets pervers mais des vies entières ont été indéniablement sacrifiées.

## Cycle Secondaire
Avant 2001, les enfants étaient admis dans les lycées-collèges uniquement sur la base de leur classement aux examens nationaux. Cela avait créé de nombreuses disparités entre les différents établissements de l'île. Certains collèges sont toujours perçus comme étant très prestigieux et les autres comme étant des établissements de classe inférieure. Cela avait un impact important sur la perception que les adolescents avaient d'eux-mêmes car ils avaient tendance à s'identifier à l'image que projetait leur collège...
En 2001, le gouvernement alors en fonction - avec Steven Obeegadoo à la tête du Ministère de l'Éducation Nationale - prit la décision d'abolir tout ce système. Il voulait le remplacer par un système de notation graduée, comme ce qui se fait dans les pays développés. Il était couplé à un système de régionalisation qui incitait fortement les élèves à obtenir un collège près de leur domicile. Le système est toujours en vigueur aujourd'hui mais il est menacé par l'introduction du A+. Cette mesure visant à sélectionner les meilleurs élèves nous fait retomber dans l'ancien système de classement d'avant 2001.
Le nouveau système préconise 2 examens maximum :
- l'un pour leur permettre l'accès à un collège quelconque
- l'autre, optionnel, pour le très recherché collège d'élite.

Ce système a maintes fois été qualifié d'inhumain et complètement inapproprié pour un pays se voulant à la pointe du progrès, surtout par des observateurs étrangers. Cet avis est largement partagé par la population mais les choses n'évoluent guère, car ce système favorise les notables.
Comme mentionné plus tôt, le CPE, conditionne l'accès à un collège donné. La plupart des collèges, qu'ils soient publics ou privés, ressemblent aux établissements anglais. L'enfant arrive en Form I (équivaut à la  classe de 6e)et progresse ainsi jusqu'en Form VI Upper(Terminale), soit un cursus de 7 ans dont 2 à préparer les A-Levels. De la Form I à III : chaque collège est libre d'appliquer son propre programme, l'adaptant au niveau de chacun. Cependant, certaines matières demeurent obligatoires : l'Anglais, le Français, les Mathématiques, les Sciences Naturelles et les Sciences Humaines (dont l'Histoire et la Géographie).
Quand ils atteignent la Form IV (classe de troisième), ils doivent choisir au moins six matières pour leur examen intermédiaire, les O-Levels (d'un niveau légèrement plus élevé que le brevet des collèges). Après cela, ils choisissent de se spécialiser dans 3 matières principales et deux matières subsidiaires. Les O-Levels et les A-Levels sont des examens organisés par l'Université de Cambridge, qui décide du programme d'études et prend en charge la correction d'une partie des matières.

## Statistiques
- ratio d'inscription : Number of students enrolled per population aged ("Nombre d'élèves inscrits par classes d'âge")
  - 6-11 ans pour le primaire
  - 4-5 ans pour le pré-primaire
  - 12-19 ans pour le secondaire

|                                                                         | 2000    | 2003    | 2004    |
| Pre-primaire                                                            |         |         |         |
| Écoles                                                                  | 1,087   | 1,092   | 1,070   |
| Inscriptions                                                            | 39,232  | 38,620  | 37,483  |
| Homme                                                                   | 19,677  | 19,433  | 19,120  |
| Femme                                                                   | 19,555  | 19,187  | 18,363  |
| ratio d'inscription                                                     | 96      | 99      | 96      |
| Personnel enseignant                                                    | 2,448   | 2,508   | 2,474   |
| ratio Elève/enseignant                                                  | 16      | 15      | 15      |
| Primaire                                                                |         |         |         |
| Écoles                                                                  | 291     | 291     | 289     |
| Inscription                                                             | 135,237 | 129,616 | 126,226 |
| Homme                                                                   | 68,711  | 65,624  | 64,019  |
| Femme                                                                   | 66,526  | 63,992  | 62,207  |
| ratio d'inscriptions                                                    | 104     | 102     | 102     |
| Personnel Enseignant(1)                                                 | 5,178   | 5,620   | 5,741   |
| Homme                                                                   | 2,326   | 2,219   | 2,195   |
| Femme                                                                   | 2,852   | 3,401   | 3,546   |
| ratio Elève/Prof (2)                                                    | 36      | 31      | 29      |
| Cert. of Primary Education (% pass)                                     | 66,4    | 62,6    | 63,0    |
| Homme                                                                   | 61.2    | 56.6    | 57.9    |
| Femme                                                                   | 71.8    | 69.1    | 68.4    |
| Secondaire– Academique                                                  |         |         |         |
| Écoles                                                                  | 134     | 175     | 176     |
| Inscriptions                                                            | 95,448  | 103,847 | 105,988 |
| Homme                                                                   | 46,399  | 49,946  | 50,910  |
| Femme                                                                   | 49,049  | 53,901  | 55,078  |
| ratio d'Inscriptions                                                    | 60      | 66      | 66      |
| Personnel Enseignant                                                    | 5,140   | 5,938   | 6,396   |
| Homme                                                                   | 2,658   | 2,871   | 2,994   |
| Femme                                                                   | 2,482   | 3,067   | 3,402   |
| Elève/Prof ratio                                                        | 19      | 17      | 17      |
| School Certificate (% pass)                                             | 76,6    | 75,5    | 77,5    |
| Homme                                                                   | 74.7    | 73.0    | 75.4    |
| Femme                                                                   | 78.3    | 77.7    | 79.4    |
| Higher School Certificate (% pass)                                      | 72,3    | 75,1    | 76,2    |
| Homme                                                                   | 67.4    | 70.9    | 72.5    |
| Femme                                                                   | 76.9    | 78.6    | 79.4    |
| Dépenses Publiques sur l'éducation as a % of (Fin de l'année 30th June) | 00/01   | 03/04   | 04/05   |
| Dépenses publiques totales                                              | 15.0    | 14.6    | 15.7    |
| PIB sur les prix du marché                                              | 3.5     | 3.7     | 3.8     |

- (1) Profs polyvalents et profs de langues orientales.
- (2) élèves pour prof polyvalent.

Source: Central Statistics Office (Mauritius) Document

## Établissements secondaires

### Zone 1

#### Établissements d'État
- Adolphe de Plevitz SSS (Garçons), Sottise Rd, Grand Baie
- James Burty David SSS, (ex-Bell Village SSS | Garçons), Old Moka Road, Bell Village[1]
- Droopnath Ramphul State College (Filles), Souvenir, Calebasses
- Frank Richard SSS (ex-La Tour Koenig SSS | Filles), La Tour Koenig, Pointe-aux-Sables
- Goodlands SSS (Garçons), Royal Road, Goodlands
- Lady Sushil Ramgoolam SSS (Filles), SSS Lane, 8thMile, Triolet
- Pailles SSS (Filles), Avenue Perruche, 3 Morcellement Raffray, Les Guibies, Pailles
- Pamplemousses SSS (Filles), Beau Plan, Pamplemousses
- Piton SC (Garçons), La paix, Piton
- Port Louis North SSS (Garçons), Sophia Lane, Cité La Cure, Port-Louis
- Port Louis SSS (Filles), Château d'Eau, Tranquebar, Port-Louis
- G. M. Dawjee Atchia State College, (ex-Port Louis State College | Filles) Boulevard Pitot, Monneron Hill, Port-Louis
- Prof. Hassan Raffa SSS (Garçons), Royal Road, Bois Pignolet, Terre Rouge
- Rabindranath Tagore State Secondary School (Mixte), Ilot, D'Epinay
- Ramsoondur Prayag SSS (Garçons), Royal Road, Rivière-du-Rempart
- R. Seeneevassen SSS (Filles), Jenner Street, Port-Louis
- Simadree Virahsawmy SSS (Filles), Main Road, Rivière-du-Rempart
- Royal College Port Louis (Garçons), Cassis, Port-Louis
- Sharma Jugdambi SSS (Filles), Royal Road, Goodlands
- Beekrumsing Ramlallah State Secondary School (Garçons), Railway Road, Mapou
- Sir. A. R. Mohamed SSS (Garçons), La Poudrière Street, Port-Louis
- Terre Rouge SSS (Garçons), Royal Road, Bois Pignolet, Terre Rouge
- Triolet SSS (Garçons), 8th Mile, SSS Lane, Triolet

#### Établissements secondaires professionnels d'État
- Goodlands SSV (Garçons), Cité Sainte-Claire, Geranium St., Goodlands
- Immaculee Conception SSV (Garçons), Pemyrne St., Marie Reine de la Paix, Port-Louis
- Riviere du rempart SSV(mixte), La Clémence, Rivière-du-Rempart

#### MEDCO (Mauritius Educational Development Company LTD)
- MEDCO Bhujoharry Secondary School (Filles), 14, Jawaharlall Nehru St, Port-Louis
- MEDCO Cassis Secondary School (Filles), Cassis Road, Port-Louis
- MEDCO Trinity Secondary School (Garçons), 1st Indian Street, Cité Martial, Port-Louis

#### Établissements privés assistés
- Alpha College (Garçons), 16, Poudrière St, Port-Louis
- Bhujoharry College (Garçons), 26 St. George St, Port-Louis
- BPS Fatima College (Mixte), Avenue des Pommiers, Domaine du Moulin, Goodlands
- Bradley College (Mixte), Khurtoo St, Long Mountain
- College Ideal (Mixte), Sir S. Ramgoolam St, Rivière-du-Rempart
- College Pere Laval (Garçons), Le Cornu St, Sainte-Croix
- Cosmopolitain College (Garçons), Royal Road, Plaine des Papayes
- Cosmopolitain College (Filles), Royal Road, Plaine des Papayes
- DAV HSC College (Mixte), Royal Rd, Morc Saint-André
- DAV College (Mixte), 1, Maharishi Dayanand St, Champ de Mars, Port-Louis
- Labourdonnais College (ex-Eden College Port Louis | Garçons), Labourdonnais St, Port-Louis
- Friendship College (Garçons), Telegu Temple Rd, Goodlands
- Friendship College (Filles), Telegu Temple Rd, Goodlands
- International College (Mixte), 8th Mile, Triolet
- Islamic Cultural College (Garçons), 60, Sir Edgar Laurent St, Port-Louis
- Islamic Cultural Form VI College (Mixte), Sophir Rd, Vallée-des-Prêtres
- London College (Mixte), 30, R. Seeneevassen St, Port-Louis
- Loreto College Port Louis (Filles), 11, Eugene Laurent St, Port-Louis
- Madad Ul Islam Girls College (Filles), 70, Sir Edgard Laurent St, Port-Louis
- Merton College (Mixte), Royal Rd, Pamplemousses
- Muslim Girls College (Filles), 5, Dauphine St., Port-Louis
- Pamplemousses High School (Mixte), Royal Road, Pamplemousses
- Port Louis High School (Mixte), 45, Al Madina St, Port-Louis
- S Munrakhun College (Mixte), Ruisseau Rose Rd, Long Mountain
- Saint Bartholomew's College (Mixte), 23, Dr A. Rouget St, Port-Louis
- Universal College (Mixte), Temple Rd, Rivière-du-Rempart

#### Établissements privés spontanés
- City College Ltd (Mixte), 19, Dr. Eugène Laurent St, Port-Louis
- École du Nord (Mixte), Village Labourdonnais, Mapou
- Full Day School (Mixte), 44, Labourdonnais St, Port-Louis
- Institute of Islamic and Secular Studies (Mixte), 69, Cassis Rd, Cassis, Port-Louis
- L'OCEP - the Open College (Mixte), 3, Labourdonnais St, Port-Louis
- Northfields International High School (Mixte), Village Labourdonnais, Mapou
- Port Louis Academy (Garçons), Impasse Labourdonnais, Port-Louis[2]

### Zone 2

#### Établissements d'État
- Beau Bassin SSS (Filles), 5th Mile, Beau Bassin
- Bel Air Rivière Sèche SSS (Filles), Bel Air Rivière-Sèche
- Bon Accueil State College (Filles), Royal Rd, Bon Accueil
- Camp de Masque State College (Garçons), Royal Rd, Camp de Masque
- Ebène SSS (Garçons), Ebène, Rose Hill
- Ebène SSS (Filles), Ebène, Rose Hill
- John Kennedy College (Garçons), Vuillemin, Beau Bassin
- Mahatma Gandhi Institute (Mixte), Moka
- Mahatma Gandhi Secondary School (Centre de Flacq | Mixte), Francois Mitterrand St, Central Flacq
- Mahatma Gandhi Secondary School (Mixte), Moka
- Manilall Doctor SSS (Filles), Overseas Road, Lallmatie
- Marcel Cabon SSS (Garçons), Sir F. Herchenroder Street, Beau Bassin
- Quartier Militaire SSS (Filles), Royal Road, Quartier Militaire
- Queen Elizabeth College (Filles), Vandermeersch, Rose-Hill
- Rajcoomar Gujadhur SSS (Filles), Ramchandar Road, Flacq
- Sebastopol SSS (Garçons), Pellegrin Sebastopol
- Shrimati  Indira  Gandhi  SSS (Garçons), Opp.District Council, Quartier Militaire
- Sir Leckraz Teelock SSS (Garçons), F. Mitterrand Street, Central Flacq

#### State  Secondary  Vocational
- Colonel Maingard SSV (Mixte), Colonel Maingard St, Beau Bassin
- S Murday SSV (Garçons), Sir Celicourt Antelme St, Stanley, Rose Hill

#### Écoles secondaires de base
- Gandhian Basic School (Mixte), Bon Air Road, Villa Lane, Moka

#### Établissements privés assistés
- Byron College (Mixte), Printanière St, Sainte-Anne, Central Flacq
- La Confiance College (Garçons), Dr Reid St, Beau Bassin
- Collège des Villes Sœurs (Mixte), 6, Serge Alfred St, Beau Bassin
- Collège du Bon et Perpétuel Secours (Filles), 8, Cossigny St, Beau Bassin
- Darwin College (Mixte), Royal Rd, Central Flacq
- Loreto College of Rose-Hill (Filles), Dr. Roux St, Rose Hill
- Loreto College Saint Pierre (Filles), Royal Road, Saint-Pierre
- Lycee de Beau Bassin (Filles), 22, Meldrum St, Beau Bassin
- Mayflower College (Mixte), Belvedere Rd, Brisée Verdière
- Modern College (Mixte), Royal Rd, Flacq
- Nelson College (Mixte), L'Agrément, Saint-Pierre
- New Devton College (Mixte), Meldrum St, Beau Bassin
- New Educational College (Mixte), Royal Road, Bel Air, Rivière Sèche
- New Eton College (Garçons), 14-16 Thomy Pitot St, Rose-Hill
- Patten College (Filles), Leoville L'Homme St, Rose-Hill
- Prof Basdeo Bissoondoyal College (Garçons), Eastern College St, Central Flacq (Basdeo Bissoondoyal)
- Prof Basdeo Bissoondoyal College (Filles), Eastern College Lane, Central Flacq (Basdeo Bissoondoyal)
- Quartier Militaire College (Mixte), Railway Rd, Quartier Militaire
- Royal Holloway College (Mixte), Royal Rd, Montagne Blanche
- Saint Mary's College (Garçons), Ambrose St, Rose-Hill
- St Andrew's School (Mixte), Ambrose St, Rose-Hill
- Victoria College (Mixte), 29, Blondeau St, Rose-Hill

#### Établissements privés spontanés
- Beckenham College (Mixte), Corner Hurdowar & D'Avoine St, Rose-Hill
- École du Centre-Collège Pierre Poivre (Mixte), Helvetia, Saint-Pierre
- Le Bocage International School (Mixte), Mount Ory, Moka
- Lycée des Mascareignes (Mixte), Helvetia, Saint-Pierre
- Northfields International High School (Mixte), Labourdonnais, Mapou[3]

### Zone 3

#### Établissements d'État
- Dunputh Lallah SSS (Filles), Farquhar St., Curepipe Road
- Emmanuel Anquetil SSS (Garçons), Sivananda Street, Mahébourg
- Floréal SSS (Garçons), Pierre Simonet Street, Floréal
- Forest Side SSS (Garçons), Icery Road, Forest-Side
- Forest Side SSS (Filles), Icery Road, Forest-Side
- France Boyer de la Giroday SSS, (Filles),Plaine Magnien
- Mootoocoomaren Sangeelee SSS (Garçons), Royal Road, Surinam
- Mahatma Gandhi Secondary School (Mixte), Link Road, La Vigie, Nouvelle-France
- Riviere Des Anguilles State College (Filles), Barrack Rd, Rivière des Anguilles
- Royal College Curepipe (Garçons), Royal Rd, Curepipe
- Sookdeo Bissoondoyal State College (Garçons), Chapel Road, Rose Belle.
- St. Aubin SSS (Garçons), K. Sunassee Road, St. Aubin
- Swami Vivekananda SSS (Filles), Lady Barkly St., Souillac

#### State  Secondary  Vocational
- Rose Belle SSV (Garçons), Dispensary Rd, Rose Belle

#### Établissements privés assistés
- Ambassador College (Filles), 22, Lees St, Curepipe
- Curepipe College (Garçons), 4, Théodore Sauzier St, Curepipe Road
- Grand Bois College (Mixte), College Lane, Grand Bois
- Hamilton College (Garçons), Hollandais St, Mahébourg
- Hamilton College (Filles), Cent Gaulettes St, Mahébourg
- Hindu Girls College (Filles), 50, Farquhar St, Curepipe Road
- Imperial College (Garçons), 16, Boulevard Victoria, Forest Side
- Keats College (Mixte), Royal Road, Chemin Grenier
- Loreto College Bambous-Virieux (Mixte), Royal Road, Bambous
- Loreto College Curepipe (Filles), Commerford St, Curepipe
- Loreto College Mahebourg (Filles), Pointe d'Esny Rd, Mahébourg
- Mauritius College (Garçons), Jerningham St, Curepipe
- Mauritius College (Filles), Royal Rd, Curepipe
- Notre Dame College (Filles), Royal Rd, Curepipe
- Presidency College (Garçons), Abbé de La Caille St, Curepipe Rd
- Presidency College (Filles), Higginson St, Curepipe
- Renaissance College (Mixte), 22 Rivalland Lane, Curepipe
- St.Joseph's College (Garçons), Commer Ford Street, Curepipe
- Thanacody College (Mixte), Dr. Sauzier St, Souillac
- Unity College (Mixte), 121, A Royal Rd, Rose Belle
- Windsor College (Garçons), Royal College, Rose Belle
- Windsor College (Filles), Shivala Lane, Rose Belle

#### Établissements privés spontanés
- Dar-ul-Maarif Secondary School (Mixte), rue Octave Adam, Eau Coulée, Curepipe
- Doha Secondary School (Mixte), rue Giquel. Eau Coulée, Curepipe
- Full Day School Ltd. (Mixte), rue Barry, Curepipe
- Lycée Labourdonnais (Mixte), rue Rochecouste, Forest Side
- Mauricia Institute (Mixte), rue Leclézio, Curepipe
- St Patrick's College (Mixte), 9B, rue Thomy d'Arifat, Curepipe
- Ocep College (Mixte), Icery Road Forest side[4]

### Zone 4

#### Établissements d'État
- Bambous SSS (Garçons), Avenue Nairac, Bambous
- Belle Rose SSS (Filles), Ebène, Réduit
- Dr Maurice Curé State College (Filles), St Paul, Vacoas
- Dr Regis Chaperon SSS, (Garçons) Royal road, Belle Rose
- Gaëtan Raynal State College (Filles), Avenue Belle-Rose, Quatre-Bornes
- La Gaulette SSS (Mixte), Rémy Ollier Street, La Gaulette
- Mahatma Gandhi Secondary School Solferino (Mixte), Shiv Shakti Ave., Solferino N°5, Vacoas
- Palma SSS (Garçons), Palma, Quatre-Bornes
- Phoenix SSS (Garçons), Closel Road, Phoenix
- Quatre Bornes SSS (Filles) - Form I, Victoria Dept, Ave. Victoria, Quatre-Bornes
- Quatre Bornes SSS (Filles) - Form II to IV, c/o Belle Rose SSS, Ebène, Réduit
- Sir Abdool Raman Osman State College (Garçons), Closel Rd, Phoenix
- Sodnac SSS (Filles), Sodnac, Phoenix
- Swami Sivananda SSS (Filles), Geoffroy Road, Bambous
- Vacoas SSS (Garçons), Hollyrood, Vacoas
- Vacoas SSS (Filles), Rodney Street, Vacoas

#### MEDCO (Mauritius Educational Development Company LTD)
- MEDCO Clairefonds SS (Mixte), Clairefonds No. 3, Vacoas

#### Établissements privés assistés
- Adventist College (Mixte), John Jeremie St, Phoenix
- Aleemiah College (Garçons), Mawlana Abdul Aleem Siddiqui Avenue, Phoenix
- Aleemiah College (Filles), Mawlana Abdul Aleem Siddiqui Avenue, Phoenix
- Collège du Saint-Esprit (Garçons), Sir Virgil Naz Avenue, Quatre-Bornes
- Collège du Saint-Esprit Case Noyale (Mixte), Coastal Road, Case Noyale
- Eden College (Garçons), Ollier Ave, Quatre-Bornes
- Eden College (Filles), Royal Road, Belle Rose
- Islamic Cultural College (Garçons), 50, Royal Road, Belle Rose
- Le Lycee Mauricien (Mixte), Royal Road, Phoenix
- Loreto College Quatre Bornes (Filles), Avenue Bernardin de Saint-Pierre, Quatre-Bornes
- Loreto College Mahébourg (Filles), Pointe d'Esny Rd, Mahébourg
- N. Saddul College (Mixte), 32, Avenue de la Visitation, Vacoas
- Patten College (Garçons), Boundary Rd, Quatre-Bornes
- St Helena's College (Mixte), Hollyrood No. 1, La Caverne N°1, Vacoas
- St. Mary's College Petite Rivière (Mixte), Royal Rd, Petite Rivière

#### Établissements privés spontanés
- Collège Sainte-Marie (Mixte), Avenue Laseringue, Palma, Quatre-Bornes
- St. Nicholas Grammar Secondary School (Mixte), Cnr, Golf Course/Palmerstone, Phoenix
- Morning Star School (Mixte), 3, Angus Road, Vacoas[5]

### REDCO (Rodrigues Educational Development Company LTD)
- Grande Montagne College (Mixte), Grande Montagne, Rodrigues
- Le Chou College (Mixte), Le Chou, Rodrigues
- Marechal College (Mixte), Maréchal, Rodrigues
- Mont Lubin College (Mixte), Mont Lubin, Rodrigues

#### Établissements privés assistés
- Rodrigues College (Mixte), Port Mathurin, Rodrigues[6]

## Cycle Supérieur
- University of Mauritius (UoM)
- Honoris Educational Network (HEN)
- University of Technology Mauritius(UTM)
- Open University of Mauritius
- Mauritius Institute of Education (MIE)
- Mahatma Gandhi Institute (MGI)
- Mauritius College of the Air (MCA)
- Polytechnics
- Technical School Management Trust Fund (TSMTF)
- Industrial and Vocational Training Board (IVTB)
- Mauritius Institute of Health (MIH)
- Private tertiary institutions and distance education
- Charles Telfair Institute (CTI)
- University of the Indian Ocean (UIO)
- Institut de la Francophonie pour L’Entrepreneuriat (IFE)
- Sir Seewosagur Ramgoolam Medical College (SSRMC)
- Mauras College of Dentistry (MCD)
- BIT Project International Ltd
- JSS Academy of Technical Education (Mauritius)
- Middlesex University Mauritius Branch Campus

## Comparaisons entre systèmes éducatifs mauricien etfrançais[pourquoi?](depuis le cycle primaire)
| Système éducatif mauricien                                 | Année d'études | Système éducatif français          |
| ---------------------------------------------------------- | -------------- | ---------------------------------- |
| Grade 1                                                    | 1              | Grande Section                     |
| Grade 2                                                    | 2              | CP                                 |
| Grade 3                                                    | 3              | CE1                                |
| Grade 4                                                    | 4              | CE2                                |
| Grade 5                                                    | 5              | CM1                                |
| Grade 6                                                    | 6              | CM2                                |
| Grade 7                                                    | 7              | Classe de 6e                       |
| Grade 8                                                    | 8              | Classe de 5e                       |
| Grade 9                                                    | 9              | Classe de 4e                       |
| Grade 10                                                   | 10             | Classe de 3e                       |
| Grade 11 : Cambridge School Certificate (O Level)          | 11             | Classe de 2nde                     |
| Grade 12                                                   | 12             | Classe de 1re                      |
| Grade 13 : Higher School Certificate (A Level)             | 13             | Classe de Terminale : Baccalauréat |
| 1re année universitaire (1er cycle) : Certificate, Diploma | 14             | L1                                 |
| 2e année universitaire                                     | 15             | L2 : DEUG                          |
| 3e année universitaire : Bachelor                          | 16             | L3 : Licence                       |
| 1re année universitaire (2e cycle) : Postgraduate Diploma  | 17             | M1 : Maîtrise                      |
| 2e année universitaire : Master                            | 18             | M2 : Master                        |
|                                                            |                |                                    |
|                                                            |                | Doctorat : Diplôme de docteur      |